# Escut de Huelva

Escut oficial de Huelva

La versió actual de l'escut de Huelva va ser aprovada per acord municipal de 28 de març de 2003 i posterior resolució de la Junta d'Andalusia de 29 de setembre de 2004. Posseeix el blasonament següent:
En camp d'argent, una olivera al natural acompanyada a la destra d'una àncora de sable i d'una torre d'or, maçonada i tancada de sable; bordura d'atzur carregada amb la llegenda «Portus maris et terrae custodia» ('Port de mar i defensa terrestre' en llatí) escrita en lletres de sable.
L'escut carrega sobre un cartutx d'or.
Per timbre, una ducal.

## Escut de la província de Huelva

Escut de la província de Huelva

L'escut de la província de Huelva posseeix el blasonament següent:
Escut en dos ovals.
- A la destra, d'atzur, una fortalesa del seu color sobre ones de mar de sinople; bordura d'argent amb la llegenda «Portus maris et terrae custodia» en lletres de sable.

- A la sinistra, també d'atzur, tres caravel·les entre dos mons del seu color, movents de cada flanc, sobre ones de mar de sinople; bordura d'argent amb la llegenda «3 de agosto · 1492 · 12 de octubre» en lletres de sable. A la part inferior porta un corn de l'abundància i una espasa llorejada.

Per timbre, una corona reial oberta.